# Patrimoine religieux de Samoëns
Le patrimoine religieux de Samoëns est un ensemble d'édifices et de monuments religieux bâtis à Samoëns en Haute-Savoie.

## Collégiale
La collégiale  Inscrit MH (1987).

## Chapelles
Il existe autant de chapelles que de villages ou hameaux. Une promenade historique et artistique permet de visiter les 9 chapelles ouvertes au public.

### Chapelle de Mathonex

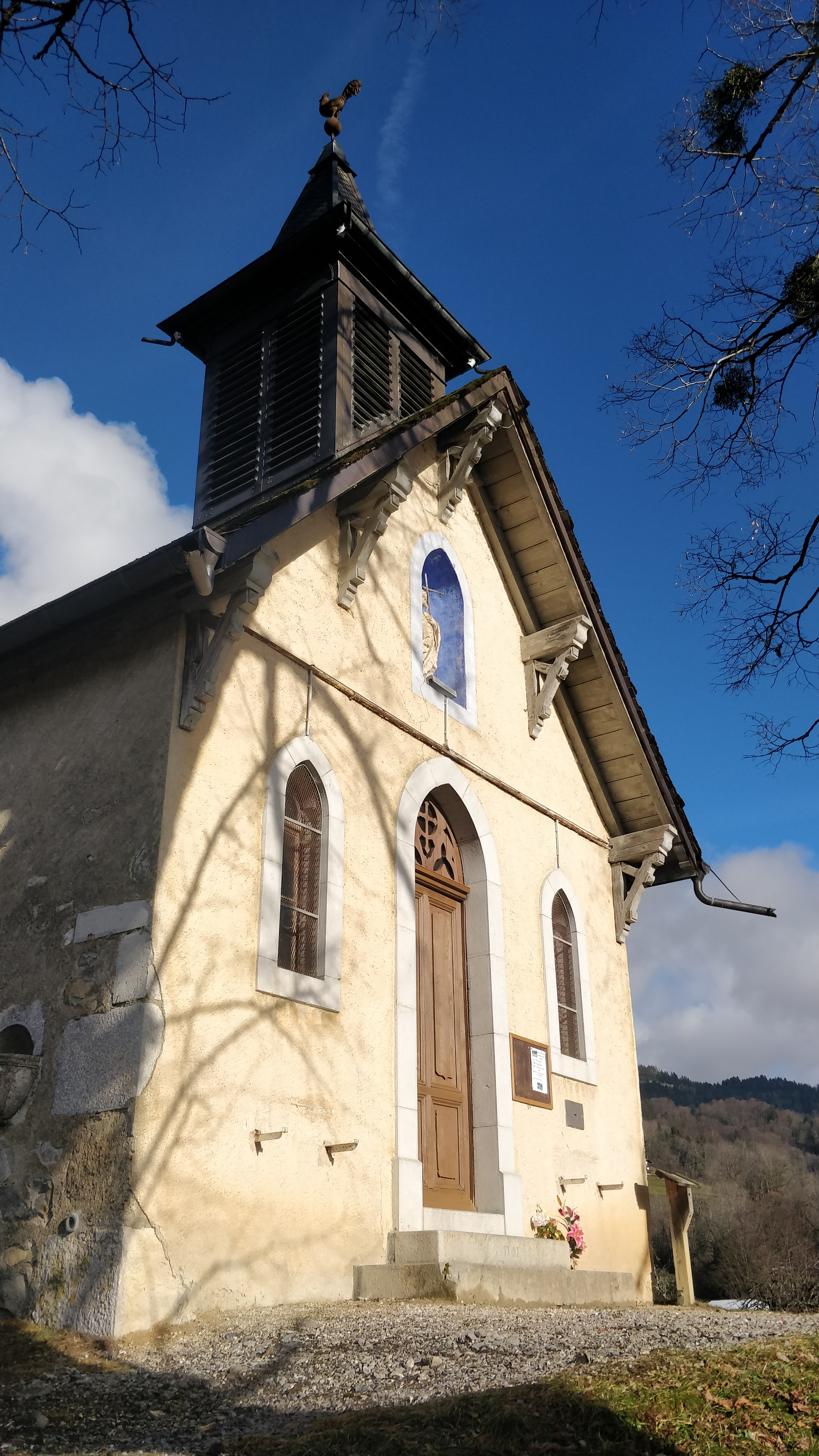
Fronton de la chapelle de Mathonex.

La chapelle de Mathonex, fondée en 1656, a été reconstruite à l'emplacement actuel au début du XXe siècle à la suite d'un éboulement. Elle est dédiée à saint Jean l’Évangéliste.

### Chapelle de la Jaÿsinia

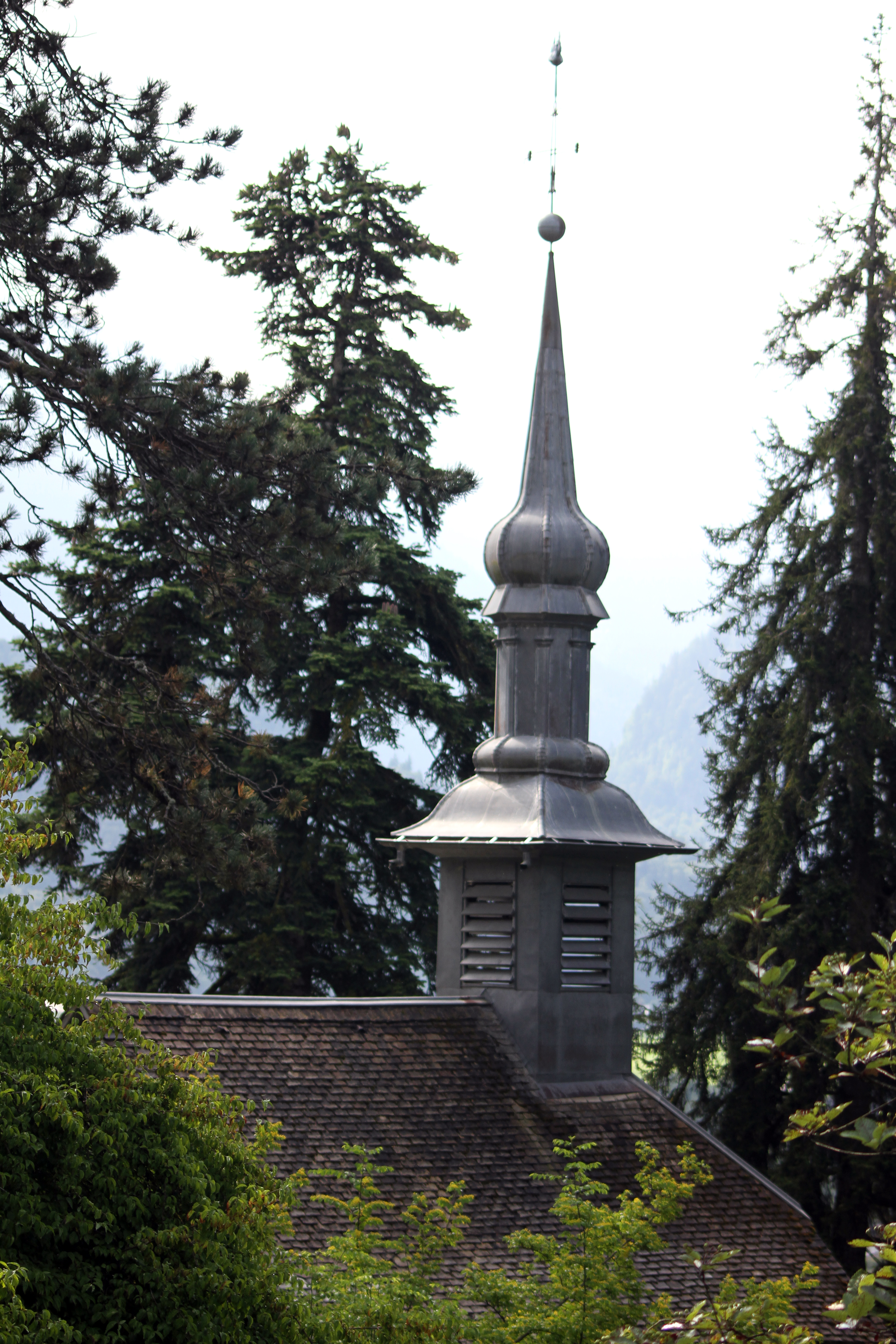
Chapelle de la Jaÿsinia.

La chapelle de la Jaÿsinia est située dans le jardin botanique alpin La Jaÿsinia. Elle se nomme également chapelle du château de par sa proximité avec le château de Montagnier, aujourd'hui en ruine.

	
Le Rd Prosper-François de Gex, seigneur de Châteaublanc, d'Onnion, de Chamonix la fonde le 19 août 1687 sous le vocable de Notre-Dame de Compassion.

### Chapelle du Bérouze
La chapelle du Bérouze  ou chapelle du hameau de Bérouze, érigée en 1481, était anciennement installée au col de Couz puis déplacée dans la vallée, à son emplacement actuel, face au château du Bérouze.

### Chapelle de Vercland
La chapelle de Vercland fut érigée en 1626.

### Chapelle des Vallons

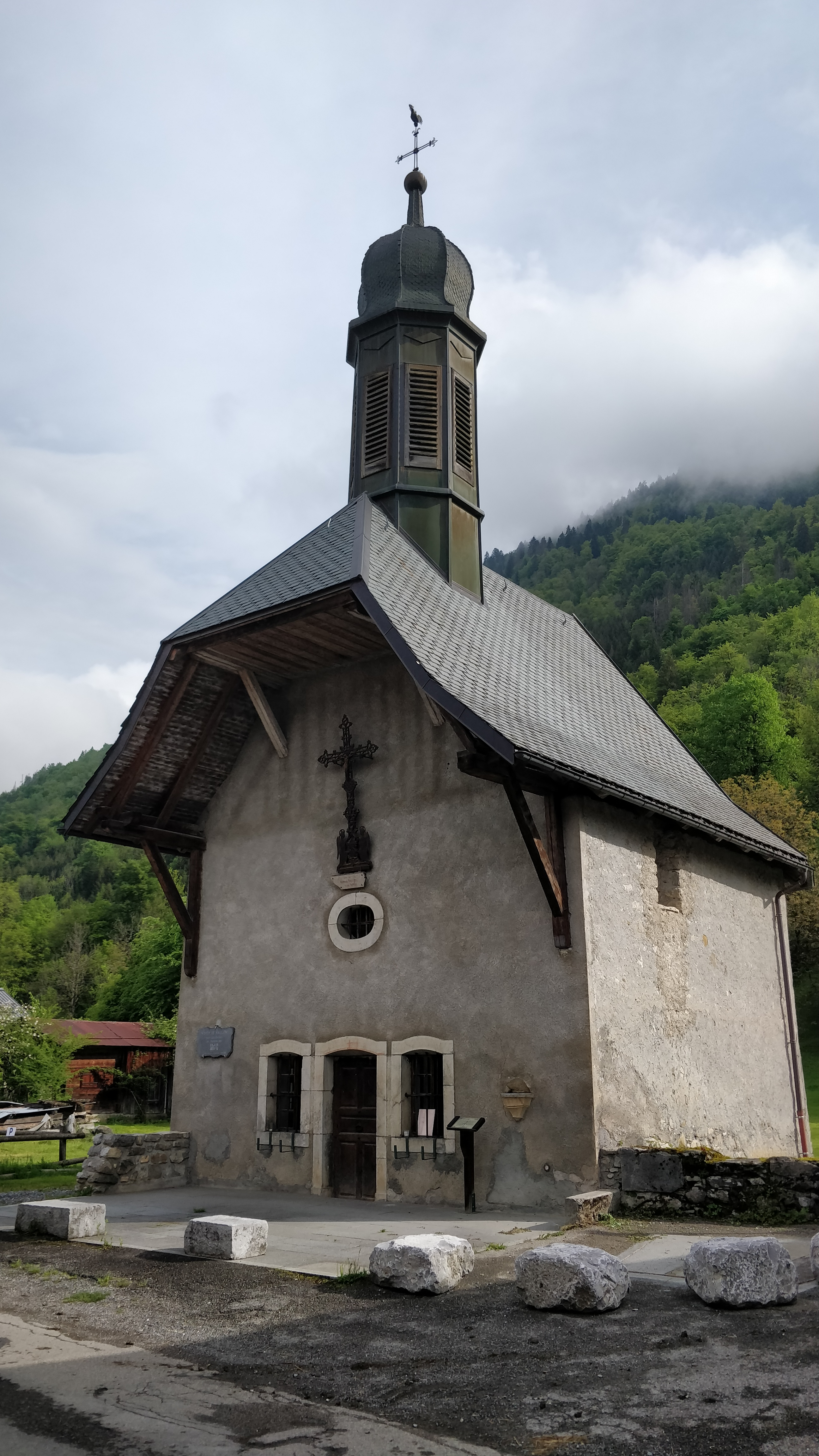
Chapelle de Vallon-en-bas

### Chapelle de Chantemerle
La chapelle Saint-François-de-Sales de Chantemerle  a été construite en 1684.

### Chapelle de l'Etelley
La chapelle de l'Etelley  ou Lestelley a été construite le 24 août 1457 par les habitants des hameaux l'Etelley et du Vernay, propriétaire du terrain où elle a été construite en 1818.

## Oratoires
| Illustration | Nom                                 | Date     | Position                    | Observations |
| ------------ | ----------------------------------- | -------- | --------------------------- | --- |
|              | Oratoire des Moulins                | Inconnue | 46° 05′ 01″ N, 6° 43′ 59″ E | |
|              | Oratoire de La Grangiat             | Inconnue | 46° 05′ 13″ N, 6° 43′ 46″ E | |
|              | Inconnu                             | Inconnue | 46° 05′ 29″ N, 6° 42′ 47″ E | Situé devant le Gite l'Oratoire |
|              | Oratoire des Rots                   | Inconnue | 46° 04′ 17″ N, 6° 43′ 10″ E | Inscription "Monseigneur l'illustrissime & révérendissime évêque & prince de Genève accorde 40 jours d'indulgences à tous ceux & celles qui diront un Pater et un Ave Maria devant cet oratoire A.F.D 1760" |
|              | Oratoire de Cessonnex               | 1880     | 46° 06′ 11″ N, 6° 42′ 09″ E | |
|              | Oratoire des Mouilles               | 1926     | 46° 05′ 21″ N, 6° 42′ 25″ E | Dédié à saint Joseph |
|              | Oratoire Route des Mouilles         | Inconnue | 46° 05′ 12″ N, 6° 43′ 11″ E | |
|              | Oratoire de Vigny                   | Inconnue | 46° 05′ 43″ N, 6° 42′ 25″ E | Inscription : "Notre-Dame de Lourdes Priez pour nous" |
|              | Oratoire des Chosalets              | Inconnue | 46° 06′ 11″ N, 6° 43′ 53″ E | |
|              | Oratoire de Vercland                | Inconnue | 46° 04′ 21″ N, 6° 42′ 28″ E | |
|              | Oratoire route de Vercland          | Inconnue | 46° 04′ 32″ N, 6° 42′ 51″ E | |
|              | Oratoire chemin du Pas au Loup      | Inconnue | 46° 04′ 32″ N, 6° 42′ 33″ E | |
|              | Oratoire de Mathonex                | Inconnue | 46° 05′ 49″ N, 6° 41′ 42″ E | Dédié à saint Jacques |
|              | Oratoire de la chapelle de Mathonex | 1743     | 46° 05′ 48″ N, 6° 41′ 40″ E | Dédié à saint Jean-Baptiste |
|              | Oratoire de Secouan                 | 1826     | 46° 05′ 39″ N, 6° 41′ 41″ E | Inscription : "M.G.R accorde 40 jours d'indulgence à ceux qui passant devant cet oratoire diront 1 Pater 1 Ave 1 acte de contrition L'an du Jubilé 1826 François Marie Girod"                               |
|              | Oratoire des Tattes                 | Inconnue | 46° 06′ 22″ N, 6° 42′ 44″ E | |
|              | Oratoire de La Combe                | Inconnue | 46° 05′ 42″ N, 6° 42′ 09″ E | |
|              | Oratoire des Fontaines              | Inconnue | 46° 05′ 25″ N, 6° 44′ 20″ E | |
|              | Oratoire des Combes                 | Inconnue | 46° 05′ 23″ N, 6° 43′ 47″ E | |
|              | Oratoire des Allamands              | Inconnue | 46° 06′ 38″ N, 6° 44′ 48″ E | |

## Croix
| Illustration | Nom                             | Position                    | Description                                                                                           |
| ------------ | ------------------------------- | --------------------------- | --- |
|              | Croix de Mission                | 46° 05′ 02″ N, 6° 43′ 36″ E | Croix située devant l'église. Fabriquée en fer et en pierre en 1880. Inscription : Requiescat in pace |
|              | Croix Place des 7 Monts         | 46° 05′ 03″ N, 6° 43′ 26″ E | |
|              | Croix de la rue du château      | 46° 05′ 05″ N, 6° 43′ 40″ E | |
|              | Croix des Moulins               | 46° 05′ 03″ N, 6° 44′ 03″ E | |
|              | Croix du Criou                  | 46° 05′ 43″ N, 6° 45′ 47″ E | Croix en fer située à quelques mètres de l'Aouille de Criou (2207m).                                  |
|              | Croix du Perret                 | 46° 03′ 35″ N, 6° 44′ 41″ E | Croix en pierre.                                                                                      |
|              | Croix de Béné                   | 46° 03′ 37″ N, 6° 43′ 27″ E | |
|              | Croix de la Combe au Flé 1      | 46° 05′ 55″ N, 6° 42′ 28″ E | Croix en pierre, construite en 1829.                                                                  |
|              | Croix de la Combe au Flé 2      | 46° 05′ 54″ N, 6° 42′ 26″ E | |
|              | Croix de Plan Praz              | 46° 05′ 31″ N, 6° 42′ 31″ E | |
|              | Croix de Millières              | 46° 04′ 27″ N, 6° 43′ 21″ E | Croix en bois, construite en 1988.                                                                    |
|              | Croix de Vallon d'en Bas        | 46° 04′ 34″ N, 6° 44′ 23″ E | |
|              | Croix de Colovraz               | 46° 04′ 29″ N, 6° 44′ 56″ E | Croix en bois.                                                                                        |
|              | Croix de Sougey                 | 46° 03′ 48″ N, 6° 44′ 41″ E | Croix en pierre. Inscription : "FJDP 1817"                                                            |
|              | Croix des Allamands             | 46° 06′ 34″ N, 6° 44′ 44″ E | |
|              | Croix du refuge de Bostan       | 46° 07′ 25″ N, 6° 46′ 28″ E | |
|              | Croix des Chalets de Fréterolle | 46° 08′ 56″ N, 6° 46′ 34″ E | |
|              | Croix de la route de l'Etelley  | 46° 04′ 34″ N, 6° 41′ 40″ E | |
|              | Croix du chalet du Trapechet    | 46° 02′ 55″ N, 6° 44′ 20″ E | |